# فیلم مستقل

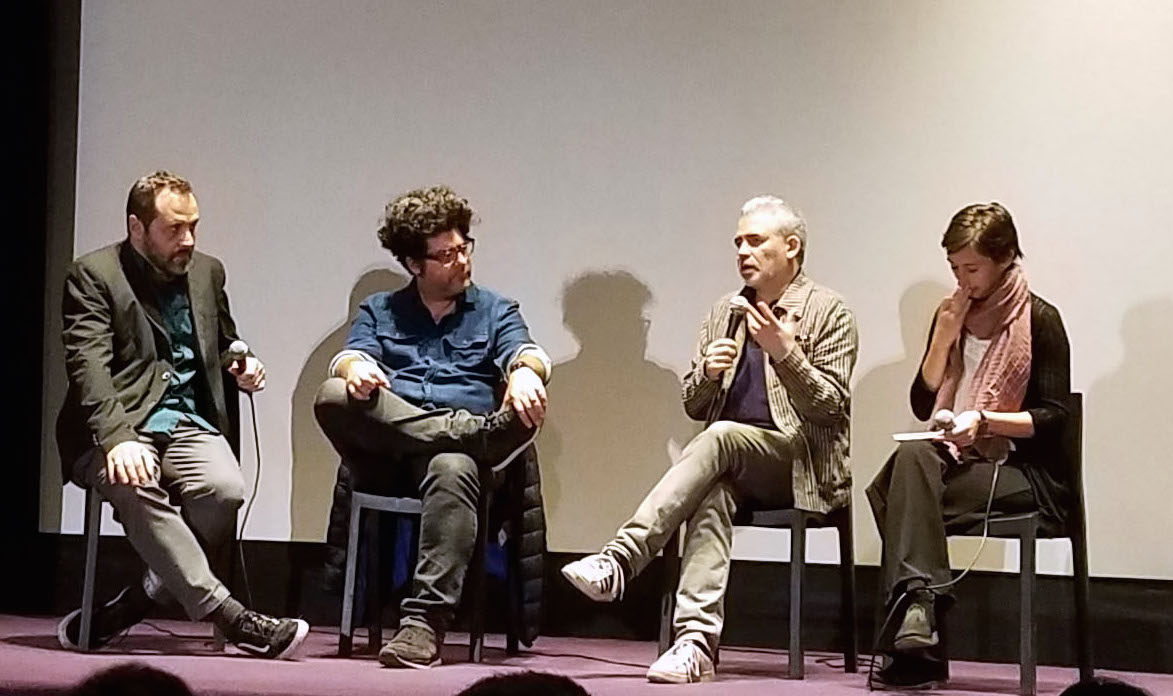
استفان بریزه در تئاتر سن مارتین، سال ۲۰۱۹

فیلم مستقل (به انگلیسی: Independent Film یا Indie Film) به فیلمی گفته می‌شود که خارج (مستقل) از سیستم استودیویی هالیوود و همچنین شرکت‌های فیلم‌سازی مشهور در سایر نقاط جهان تولید می‌شود. این اصطلاح همچنین فیلم‌های غیرتجاری و هنری را که با دیگر فیلم‌های تجاری و سینمای کلاسیک هالیوود تفاوت دارند، در بر می‌گیرد. این فیلم‌ها معمولاً توسط استودیوهای فیلم‌سازی کوچک ساخته می‌شوند.

## پیشینه
ریشه‌های فیلم‌سازی مستقل قدمتی هم اندازه تاریخ سینما دارد. در اوایل دهه ۱۹۰۰ فیلم‌سازان پیشقدمی که قصد مقاومت در برابر شرکت حق نشر فیلم‌های سینمایی (به انگلیسی: Motion Picture Patents Company) (یک تراست قدرتمند که در سال ۱۹۰۸ به وسیله تعدادی از فیلمسازان و تهیه‌کنندگان پیشرو تأسیس شد و نمایندگی شرکت‌های استودیو ادیسون، ویتاگراف، بیوگراف، استودیو اسنای، استودیو پلی‌اسکوپ سلیگ، شرکت فیم‌سازی لوبین، شرکت کلم، ژرژ ملی‌یس و پتی را به عهده داشت) را داشتند، به جنوب کالیفرنیا کوچ کردند تا در آنجا با دوربین‌هایی که خود ساخته بودند پایه‌های صنعت سینمای آمریکا را بنیان نهند. این بازه زمانی به عنوان دوران اول فیلمسازی مستقل طبقه‌بندی می‌شود.
با گذشت زمان، سیستم استودیویی چنان قدرت گرفت که عده بیشتری از فیلم‌سازان رو به فیلم‌سازی مستقل آوردند. دوران دوم فیلمسازی مستقل تحت تأثیر مستقیم جنگ جهانی دوم بوده است. بسیاری از تغییرات اجتماعی - فرهنگی اتفاق افتاده در آن زمان، در فیلم‌ها آزمایش می‌شدند. مفهوم فیلم نوآر در این زمینه نمونه مناسبی است. بسیاری از فیلم‌های بزرگ قرن بیستم مانند همشهری کین و محله چینی‌ها در گروه فیلم‌های نوآر قرار می‌گیرند.
در اوایل ۱۹۶۰، کارگردانانی مانند شرلی کلارک (Shirley Clarke) و جان کاساویتس (John Cassavetes) سینما را در اروپا و ژاپن پس گرفتند و در «سینمای نو آمریکا» پیشتاز شدند، در اواخر دهه۶۰ میلادی، ریچارد لیکاک (Richard Leacock) و پنه بیکر (D.A.Pennebaker) شکل دیگری از شیوه فیلمسازی مستقل را در سینما - حقیقت به نمایش گذاشتند.

## ویژگی‌ها
فیلم‌های مستقل، غالباً از روی فرم یا محتوا شناخته می‌شوند. بینش خلاقه کارگردان فیلم یا فیلم‌نامه‌نویس در سراسر فیلم حفظ می‌شود.
پیشرفت سینمای مستقل در سده بیستم و بیست و یکم تحت تأثیر عوامل مختلفی قرار گرفته است. از جمله این عوامل می‌توان به تغییر از فیلم ۱۳۵ به دوربین‌های ویدئوی اچ‌دی و راحتی کار با نرم‌افزارهای ویرایش فیلم و برگزاری جشنواره‌های فیلم مستقل مانند جشنواره فیلم ساندنس اشاره کرد.

## درآمد
در سال ۲۰۰۵، ۱۵٪ درآمد فروش فیلم‌ها در آمریکا از محل فروش فیلم‌های مستقل کسب شده بود.